# Echel
Echel (Echelus myrus) – gatunek morskiej ryby węgorzokształtnej z rodziny żmijakowatych (Ophichthidae). Typ nomenklatoryczny rodzaju Echelus. Został opisany naukowo w 1758 przez Karola Linneusza w Systema Naturae pod nazwą Muraena myrus, ale znane są wcześniejsze opisy tego gatunku, m.in. Petera Artediego z 1738. Nie ma znaczenia gospodarczego. Jego ciało zawiera ciguatoksynę.
Naturalny zasięg występowania tego gatunku obejmuje Morze Śródziemne i wschodni Ocean Atlantycki od Zatoki Biskajskiej po Pointe-Noire w Kongu. W Morzu Śródziemnym jest szeroko rozprzestrzeniony, a w całym zasięgu występowania uważany za gatunek pospolity. Zasiedla wody morskie i słonawe w estuariach i przybrzeżnych lagunach, głównie nad miękkim piaszczysto-błotnistym dnem. Lubi przebywać w zaroślach dennych. Spotykany zwykle na głębokościach od 3 do 150 m. Do tarła przystępuje w głębszych partiach wód. Według danych Międzynarodowej Unii Ochrony Przyrody (IUCN) spotykany jest na głębokościach do 1490 m p.p.m.
Dorosłe osobniki tego gatunku osiągają przeciętnie ok. 60 cm, maksymalnie 100 cm długości całkowitej (TL). Echel prowadzi przydenny tryb życia, zakopuje się w piasku tak, że wystaje mu tylko głowa. Larwy po wylęgu przechodzą stadium listkowe, podobnie jak u węgorzowatych i kongerowatych.
Ryba ta nie ma znaczenia użytkowego. Jej ciało zawiera niebezpieczną dla ludzi ciguatoksynę. Chociaż jest chwytana we włoki przy połowach dennych, jest ogólnie odrzucana.
Echel figuruje w Czerwonej księdze gatunków zagrożonych IUCN w kategorii najmniejszej troski (LC). Nie stwierdzono dla niego istotnych zagrożeń.